# Heinrich Curschmann

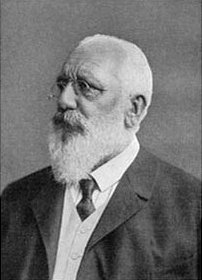
Heinrich Curschmann.

Heinrich Curschmann, född 28 juni 1846 i Giessen, död 6 maj 1910 i Leipzig, var en tysk läkare. Han var far till Fritz Curschmann.
Curschmann blev medicine doktor i Giessen 1868 och docent i invärtes medicin i Berlin 1875. Han utnämndes 1879 till överläkare vid allmänna sjukhuset i Hamburg och kallades 1888 till professor i invärtes medicin i Leipzig. 
Curschmann författade ett stort antal avhandlingar i olika tidskrifter samt bearbetade dessutom i Hugo von Ziemssens "Handbuch" Die Pocken och Die functionellen Störungen der männlichen Genitalien liksom i Hermann Nothnagels "Handbuch" Der Unterleibstyphus (1898). År 1893 utgav han Arbeiten aus der medicinischen Klinik zu Leipzig.